# Surveyor 2
A Surveyor 2, foi a segunda sonda do Programa Surveyor. Lançada em 20 de setembro de 1966, seu objetivo era:
obter dados sobre a superfície lunar que seriam necessários para os pousos do futuro Projeto Apollo. 
Esta sonda, foi lançada por um veículo lançador Atlas-Centaur, a partir do 
Centro de Lançamento de Cabo Canaveral.
A Surveyor 2, não completou sua missão. 62 horas e 46 minutos depois do lançamento, uma falha na correção do curso, fez com que a sonda perdesse o controle.
O contato com ela foi perdido as 9:35 UTC, em 22 de Setembro.
Em 2020, cientistas descobriram que um dos estágios do Atlas-Centaur 2 estava orbitando a Terra. O objeto foi rebatizado de 2020 SO. A partir de março de 2020, o objeto se afastará da Terra, passando a orbitar o Sol. 
1. ↑  Digital, Olhar (1 de fevereiro de 2021). «Terra vai perder sua "minilua"; saiba como assitir». Olhar Digital. Consultado em 2 de fevereiro de 2021